# Gul dvärgtyrann
Gul dvärgtyrann (Capsiempis flaveola) är en fågel i familjen tyranner inom ordningen tättingar.

## Utseende och läte
Gul dvärgtyrann är en liten flugsnapparliknande fågel med rätt lång stjärt. Fjäderdräkten är bjärt gulfärgad, med två gula vingband, mörkt ögonstreck och ett kort gult ögonbrynsstreck. Könen är lika. Sången är pigg och pratsam. 

## Utbredning och systematik
Gul dvärgtyrann placeras som enda art i släktet Capsiempis. Den delas in i fem underarter:
- C. f. semiflava – förekommer från tropiska södra Nicaragua till östra centrala Panama och på ön Coiba
- C. f. leucophrys – förekommer från Colombia (Magdalena Valley) till nordvästra Venezuela
- C. f. cerula – förekommer från östra Colombia till nordöstra Ecuador, Guyanaregionen och norra Brasilien
- C. f. magnirostris – förekommer i sydvästra Ecuador (från Pichincha till El Oro)
- C. f. flaveola – förekommer i sydöstra Brasilien, nordöstra Bolivia, östra Paraguay, nordöstra Argentina och sydöstra Peru

## Levnadssätt
Gul dvärgtyrann är en vida spridd fågel i igenväxta buskmarker med vissa trädinslag, ibland vid stånd av högvuxen bambu. 

## Status och hot
Arten har ett stort utbredningsområde, men tros minska i antal, dock inte tillräckligt kraftigt för att den ska betraktas som hotad. Internationella naturvårdsunionen IUCN listar arten som livskraftig (LC). Arten är mycket talrik, med ett bestånd som uppskattas till i storleksordningen fem till 50 miljoner vuxna individer.

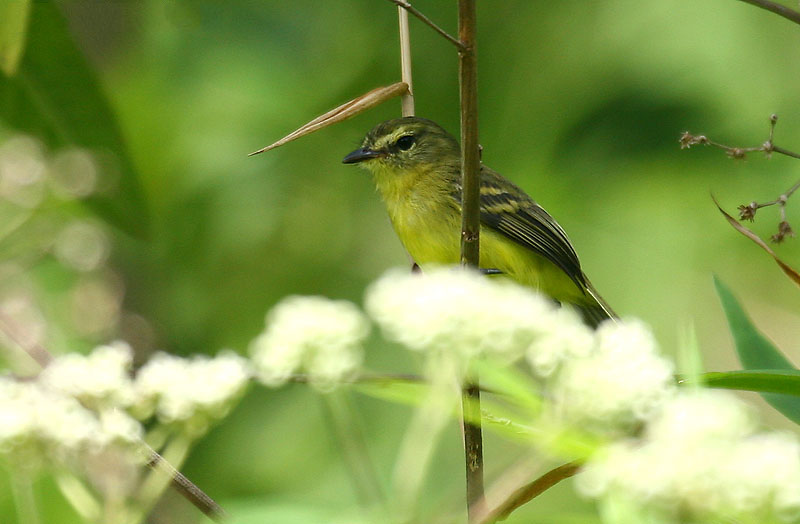